# Лисиченко, Лидия Андреевна
Лидия Андреевна Лисиченко (в девичестве Пивненко) (укр. Лідія Андріївна Лисиченко; 24 марта 1928 — 3 января 2022, с. Каменка, Харьковский округ, УССР, СССР) — украинский филолог, языковед, представитель Харьковской филологической школы, автор монографий по вопросам диалектологии, лексико-семантической структуры украинского языка, лингвопоэтики, лингвоконцептологии, истории украинского языкознания (автор около 200 работ), педагог высшей школы. Доктор филологических наук (1979), профессор (1981), отличник образования (1985).

## Биография
Родилась 24 марта 1928 года в с. Каменка Тростянецкого района ныне Сумской области (ранее — Ахтырского уезда Харьковской области) в семье Андрея Кузьмича и Татьяны Онисимовны Пивненко (из рода Крючко). С семьёй переехала в Харьков, поступила в местную среднюю школу № 105. После начала Великой Отечественной войны, в 1941—1943 годах вместе с матерью эвакуирована в Новосибирск, где работала на деревообрабатывающем заводе «Большевик», изготовлявшим тару для снарядов, и в колхозе имени Карла Маркса в райцентре Верх-Ирмень Новосибирской области. Вернулась в Харьков, в 1946 году закончила местную среднюю школу № 33.
В 1946—1951 годах училась на филологическом факультете Харьковского государственного университета имени Н. А. Горького (ныне — национальный университет имени В. Н. Каразина), закончив его с отличием по специальности «Филолог. Преподаватель украинского языка и литературы».
В 1951—1955 годах училась в аспирантуре на кафедре украинского языка ХГУ имени А. М. Горького (научный руководитель — профессор Ф. П. Медведев); в 1955 году защитила кандидатскую диссертацию «Особенности говоров восточных районов (Купянского и Двуречанского) Харьковской области». В 1978 году защитила докторскую диссертацию на тему «Семантическая структура слова в украинском языке: полисемия отглагольных существительных».
С 1955 года (с перерывом) работала в Харьковском государственном педагогическом институте имени Г. С. Сковороды преподавателем кафедры украинского языка (заведующий кафедрой — кандидат филологических наук, доцент А. Я. Петренко). В 1960—1967 годах из-за реорганизации педагогических вузов, в том числе и Харьковского пединститута, работала доцентом кафедры украинского языка ХГУ имени А. М. Горького. В 1967—2003 годах трудилась в должности заведующего кафедрой украинского языка ХНПУ имени Г. С. Сковороды. В 1972—1980 годах — декан филологического факультета ХГПИ имени Г. С. Сковороды. В 2003—2015 годах — профессор кафедры украинского языка Харьковского национального педагогического университета имени Г. С. Сковороды.

## Научная деятельность
Сфера научных интересов — диалектология, лексикология, фразеология, лингвоконцептология, лингвопоэтика, история украинского языка, история украинского языкознания, лингводидактика.
Некоторые научные труды:
- Лексикологія сучасної української мови. Семантична структура слова (1977).
- Лексико-семантична система української мови (1997).
- Мовний образ простору і психологія поета: Наукова монографія (2001; у співавторстві).
- Лексико-семантична система української мови / Видання друге, доповнене (2006).
- Багатозначність у лексико-семантичній системі: структурний, семантичний, когнітивний аспекти (2008).
- Лексико-семантичний вимір мовної картини світу (2009).
- Ці невичерпні глибини мови: Наукова монографія (2011).
- «І на тім рушникові…»: Монографія-мемуари (2012).
- Говірки Східної Слобожанщини: поліаспектний аналіз (2014).
- Харківська філологічна школа. Лінгвістичні традиції (2015; у співавторстві з Лисиченко Т. Ю.).
- Сучасна українська літературна мова. Лексика і фразеологія: Підручник для вузів (1973; у співавторстві).
- Лексика української мови. Вип. І; ІІ (1988; у співавторстві).
- Бесіди про рідне слово (1994).
- Орфографічний словник української мови (1997; у співавторстві).
- Українська мова. 10 11 клас (2000; у співавторстві).
- Культура мови державного службовця: Навч. посібник (2002; у співавторстві).
- Ділова українська мова в державному управлінні. Усне ділове мовлення (2003; у співавторстві).
- Українська мова. Практикум. 10 11 клас (2008; у співавторстві);
- Старослов’янська мова: курс лекцій, завдання для практичних занять, індивідуальної та самостійної роботи (2011; у співавторстві).